# Ariel Lin
Ariel Lin (chinês tradicional: 林依晨, pinyin: Lín Yī Chén, Hakka: Lim Yi Sen; Taipei, 29 de outubro de 1982) é uma atriz e cantora taiwanesa.

## Carreira
Em 2000, Lin foi descoberta em um programa de variedades de Taiwan chamado Guess Guess Guess e nele foi campeã do concurso da garota mais bela do metrô. No ano seguinte, terminou o ensino médio e começou a estudar coreano e literatura na Universidade Nacional Chengchi, onde mais tarde se formou. Nesse mesmo ano, estreou na televisão com a série True Love 18. Por sua excelente atuação, foi mais tarde escalada para o elenco de My Secret Garden, Seventh Grade e Love Contract. Porém, a fama chegou em 2005, com o drama It Started With a Kiss.
Em 2006, estrelou Tokyo Juliet e The Little Fairy. Ela foi bastante elogiada e ganhou mais reconhecimento na China Ocidental.
Em 2007, protagonizou They Kiss Again e conquistou com esse trabalho o prêmio de Melhor Atriz Protagonista no 43º Golden Bell Awards. No ano seguinte, foi escalada para o elenco de Love or Bread.
Em maio de 2009, Lin assinou um contrato de três anos com a gravadora Avex Taiwan. Assim, em 10 de julho do mesmo ano, lançou seu álbum de estreia, Blissful Encounter. Porém, nessa mesma época, descobriu que tinha cisto no cérebro e teve que passar por uma cirurgia.
Retornou em 2010 com seu segundo álbum, A Wonderful Journey.
Em 2011, protagonizou o drama In Time with You e ganhou novamente o prêmio de Melhor Atriz Protagonista no 47º Golden Bell Award. Após o lançamento dessa série, Lin afirmou que se focaria mais em filmes e que atuaria apenas em papéis que realmente gostasse.
Em 2013, juntou-se ao elenco de Prince of Lan Ling.

## Vida pessoal
Ariel se casou com o empresário Charles Lin em 24 de dezembro de 2014. Ela explicou que escolheu essa data porque adora a atmosfera alegre do Natal. A festa de noivado aconteceu em Taipei em 29 de outubro de 2014 e contou com 500 convidados.

## Filmografia
| Ano  | Título              | Papel         |
| ---- | ------------------- | ------------- |
| 2003 | Kung Fu Girls       | Ye Lizhu      |
| 2003 | Love Me, If You Can | Lin Xiaoying  |
| 2004 | Free as Love        | Lin Shao Yin  |
| 2011 | Love Sick           | Liang Ruoqing |
| 2011 | Memory Loss         | Xiao Ta       |
| 2012 | Substitute Teacher  |               |
| 2014 | Sweet Alibis        | Yi-ping       |
| 2014 | Dive in 2014        | Jiang Ai      |

| Ano  | Título                          | Papel          |
| ---- | ------------------------------- | -------------- |
| 2002 | True Love 18                    | Xia Xiaotong   |
| 2002 | Purple Corner                   | Stacy          |
| 2003 | Seventh Grade                   | Wu Yali        |
| 2003 | My Secret Garden                | Fan Xiaomin    |
| 2003 | Friends                         | Yanru          |
| 2004 | Love Contract                   | Cheng Xiaofeng |
| 2004 | My Secret Garden II             | Fan Xiaomin    |
| 2005 | It Started With a Kiss          | Yuan Xiangqin  |
| 2006 | Tokyo Juliet                    | Lin Laisui     |
| 2006 | The Little Fairy                | Seventh Fairy  |
| 2007 | They Kiss Again                 | Yuan Xiangqin  |
| 2008 | Love or Bread                   | Zeng Shanmei   |
| 2008 | The Legend of the Condor Heroes | Huang Rong     |
| 2011 | In Time with You                | Cheng You Qing |
| 2013 | Prince of Lan Ling              | Yang Xuewu     |

## Discografia

### Álbuns de estúdio
- 2007: Adventure Of Lunia
- 2009: Blissful Encounter
- 2010: A Wonderful Journey

## Livros
- Ariel's Blog (林家女孩依晨的青春部落格 Lín jiā nǚhái Yīchén de qīngchūn bùluògé) 2005
- Ariel Lin's New York Bagel Diary (林依晨的紐約貝果日記 Lín Yīchén de Niǔ Yuē bèiguǒ rìjì) Março de 2008
- Ariel's A wonderful Journey (美好的旅行) Agosto de 2010